# Holte IF
Holte IF (eller Holte Håndbold) er en dansk håndboldklub fra Holte. I 2012/13 spiller deres førstehold hos herrerne i 1. division og deres andethold spiller i Kvalifikationsrækken. De stiller ikke med noget damehold i 2012/13. Klubben har ca. 225 medlemmer.